# باحة منخفضة
الباحة المنخفضة (بالإنجليزية: Area postrema) (تعرف اختصارًا AP) هي بنية في النخاع المستطيل في جذع الدماغ تتحكم بالتقيؤ. يسمح لها موضعها من الدماغ أن تلعب دورا حياتيا في التحكم بوظائف الجهاز العصبي الذاتي بواسطة الجهاز العصبي المركزي. وهي أحد الأعضاء المحيطة بالبطينات، ويمكنها القيام بدور مزدوج كمستشعر للرسل الكيميائية التي تدور في الدم وكذلك مكاملة ودمج المدخلات العصبية في جذع الدماغ.